# Laurie Fortier
Laurie Fortier (Pasadena, 25 de fevereiro de 1971) é uma atriz norte-americana, conhecida pela participação na série Hemlock Grove.